# Bruno Becker (Jurist)
Ernst Bruno Becker (* 16. März 1877 in Prießnitz; † nach 1945) war ein deutscher Jurist, der als Oberlandesgerichtspräsident in Jena tätig war.

## Leben
Er stammte aus einer Bauernfamilie und war der Sohn von Ronald Becker und dessen Ehefrau Emma geborene Schrecker. Nach dem Besuch des Gymnasiums in Naumburg (Saale) studierte Bruno Becker Rechts- und Staatswissenschaften an den Universitäten München, Berlin und Jena. Im Juni 1899 absolvierte er die Referendariatsprüfung in Jena und trat – unterbrochen von einem einjährigen Militärdienst als Freiwilliger – seinen juristischen Vorbereitungsdienst in Hildburghausen an. Später wechselte er nach Saalfeld (Saale) und zuletzt nach Meiningen. 1904 legte er in Jena die Assessorprüfung ab.
Von Januar 1906 bis September 1908 war Bruno Becker am Amtsgericht Saalfeld (Saale) tätig, dann wechselte er an das Landgericht Meiningen. Von März 1910 bis September 1919 war Bruno Becker Oberlandesgerichtsrat in Jena. In dieser Zeit nahm er am Ersten Weltkrieg, zuletzt als Hauptmann, teil. Im Mai 1924 erfolgte seine Ernennung zum Landgerichtspräsidenten in Rudolstadt. Von Juni 1924 bis November 1925 wechselte er als Landgerichtspräsident nach Weimar. Im Anschluss erfolgte seine Ernennung zum Präsidenten des Oberlandesgerichts Jena. Dort blieb er bis 1945 im Amt. 1944 bezeichnete Becker gegenüber dem Reichsminister der Justiz die Beziehungen der Justiz in Thüringen zum Sicherheitsdienst als vorbildlich. Im Mai 1945 führte er mit einem Vertreter der amerikanischen Besatzungsmacht Verhandlungen zur Wiederaufnahme der gerichtlichen Rechtsprechung in Thüringen. Wenig später wurde Becker verhaftet. Sein weiterer Lebensweg ist unbekannt.
Von 1919 bis zu ihrer Auflösung im Jahr 1933 gehörte Bruno Becker der DNVP an. 1934 wurde er förderndes Mitglied der SS. Sein Aufnahmeantrag in die NSDAP wurde 1936 von der Ortsgruppe und dem Parteigericht Jena abgelehnt. Ferner war er Mitglied der Deutschen Akademie in München.